# Adolphe Delattre
Adolphe Delattre (* 10. Februar 1805 in Tours Frankreich; † 3. Januar 1854 in Nizza) war ein französischer Ornithologe und Künstler.

## Leben
Delattre war der Sohn von Louis-Henri Delattre und Eugénie Lemaire. Im Jahr 1829 heiratete er Jeanne Françoise Postel, mit der er einen Sohn hatte. Die Ehe stand unter keinem guten Stern und wurde am 30. November 1832 von einem Gericht als séparation de corps erklärt. Dieser Status kam keiner offiziellen Scheidung gleich. Einen Tag vor seinem Tod hinterlegte Delattre beim Konsul von Nizza ein Testament zu Gunsten von Héloïse Boucard, seiner jahrelangen Konkubine. Dieses Testament wurde von Frau Postel angefochten, da sie immer noch die rechtmäßige Ehefrau des Verstorbenen war. Im Zeitraum von 1831 bis 1851 unternahm Delattre mehrere Expeditionen nach Amerika. Sein Hauptinteresse lag in der Erforschung der Kolibris. Delattre bearbeitete zusammen mit Jules Bourcier und René Primevère Lesson zahlreiche Kolibri-Arten aus Mittel- und Südamerika.
Er ging in die Schule des französischen Künstlers Jean-Baptiste Isabey. Wie sein Bruder Augustin-Henri Delattre (1801–1867), der ebenfalls Künstler und Naturforscher war, malte Adolphe zahlreiche Gemälde. Seinem Bruder widmete er zusammen mit Lesson im Jahre 1839 die Art Ornismya Henrica. Später stellte sich heraus, dass es sich um ein jüngeres Synonym der Rotkehlnymphe (Lampornis amethystinus Swainson, 1827) handelte. Während Henri vor allem Pferde, aber auch andere Tiere malte, porträtierte Adolphe lieber Personen. Unter anderem schuf Delattre die Werke:
- 1830 Portrait du Maréchal Gérard, Maréchal de France le 17 avril 1830[5]
- 1836 A Young Boy with his Sister in Extensive Landscape[6]
- 1858 A gentleman, a book under his left arm, wearing black coat, brown waistcoat, white trousers[7]

1833 erstellte er in Rio de Janeiro eine Gruppe von Porträtminiaturen für das Haus Habsburg. Eines der Porträts trug den Namen Donna Januaria Schwester Don Pedro II, geb. zu Rio. Als er 1832 von seiner Reise zurückkehrte, brachte er viele Sammlerstücke aus unterschiedlichen Zweigen der Naturgeschichte mit. Hierzu zählten Stücke aus der Botanik, Mineralogie, Ornithologie und vor allem der Entomologie. Aus dieser Zeit stelle er dem Muséum national d’histoire naturelle auch einen Käfer namens Osorius brasiliensis zur Verfügung, den Pierre André Latreille im Jahre 1832 erstmals für die Wissenschaft beschrieb.
Seine erste Reise nach Amerika führte ihn mit einem Segelschiff zunächst nach San Francisco in Kalifornien. Von hier begann er eine Reise durch Mittelamerika, die ihn über Guatemala nach Nicaragua führte. Das Ergebnis seiner Sammlungen beschrieb Charles Lucien Jules Laurent Bonaparte 1854 in der Publikation Notes ornithologiques sur les collections rapportées en 1853 par M. A. Delattre.
Im Jahr 1832 wurde er Mitglied in der Société entomologique de France. Später brach er zu einer Entdeckungsreise nach Peru, Ecuador und dem damaligen Vizekönigreich Neugranada auf, welche ihn schließlich bis an den Isthmus von Panama führte. Von dort brachte er eine stattliche Sammlung Vögel mit nach Paris, die er Thomas Bellerby Wilson verkaufte. Bei dieser Reise sammelte er in Peru auch eine Weißkopf-Wasseramsel (Cinclus leucocephalus), welche er Johann Jakob von Tschudi zur Analyse überließ.
Seine Affinität zu Kunst, Wissenschaft und Adel manifestierte sich auch in der Namensgebung für Ornismya Helenæ (heute Lophornis helenae), wobei er in der Erstbeschreibung schrieb:

„...nous nommons L'OISEAU-MOUCHE HÉLÈNE (Ornismya Helenæ), en l'honneur d'Hélène d'Orléans, cette noble princesse, protectrice des arts qu'elle encourage et qu'elle cultive avec tant de goût, et dont la grand infortune rehausse le beau caractère. Puisse la princesse Hélène accueillir avec bonté cet hommage d'un voyageur, heureux dans les contrées lointaines, de conquérir cette rarissime espèce pour lui donner le nom d'une épouse et d'une mère si chère à la France.“

1848 stellte er fünf Bilder im Salon de Paris aus und gab als Adresse die 31, rue de la Sourdière an. Die drei Miniaturporträts hießen Nicola 1er, Frau nach dem Bad (Femme après le bain) und ein Portrait von Frau B.... Ein weiteres ausgestelltes Porträt hatte er nach einer Vorlage von Philippe de Champaigne gemalt. Außerdem stellte er ein Miniaturbild eines Kolibris aus.

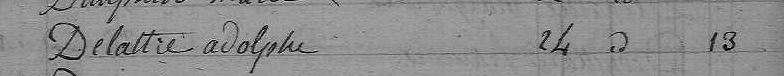
Eintrag der Geburt am 24 Pluviôse 13 (=13. Februar 1805)

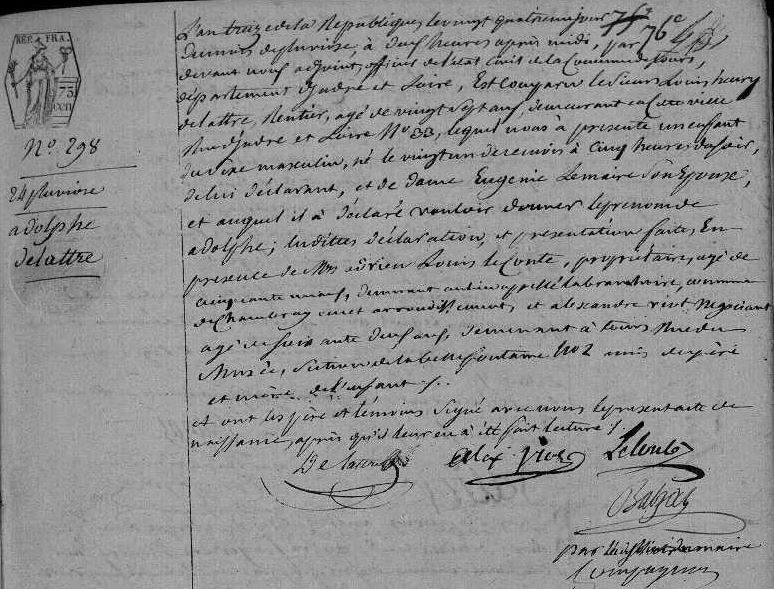
Voller Eintrag der Geburt in Tours: Hieraus geht hervor, dass er am 21 Pluviôse 13 (=10. Februar 1805) um 5 Uhr abends geboren wurde.
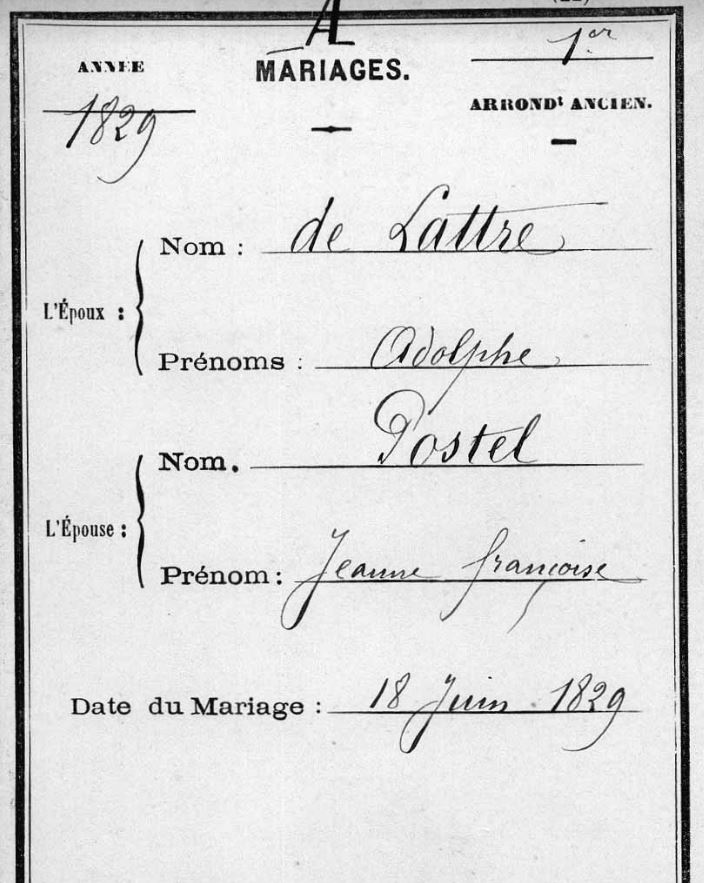
Eintrag seiner Hochzeit mit Jeanne Françoise Postel am 18. Juni 1829 im 1. Arrondissement in Paris
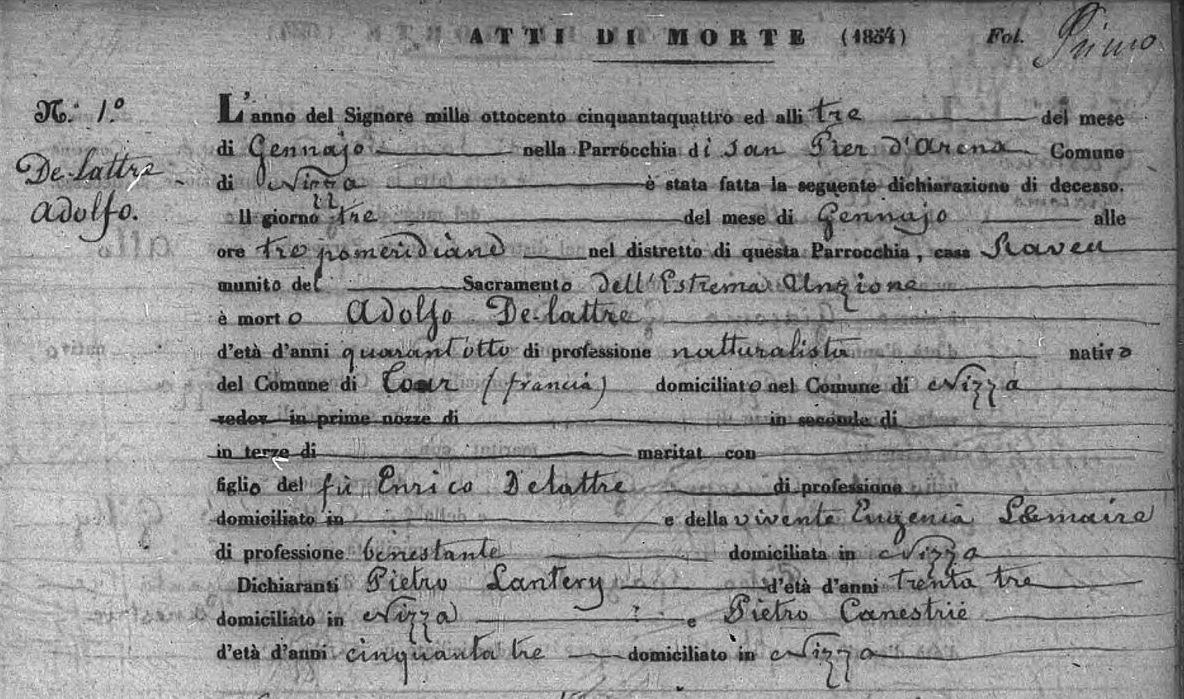
Eintrag seines Todes in Nizza
Todesanzeige in L’Avenir de Nice

## Dedikationsnamen
René Primevère Lesson widmete Delattre 1839 die Zierelfe (Lophornis delattrei). In den Kolibri-Zeichnungen John Goulds findet man den englischen Trivialnamen De Lattre's Coquette.
In seinem Conspectus generum avium aus dem Jahre 1850 verwendete Bonaparte Campylopterus delattre für die von Lesson und Delattre im Jahre 1939 in der Revue zoologique par la Société cuviérienne beschriebenen Art mit dem französischen Trivialname Oiseau-Mouche (Campyloptère) De Lattre (Ornismya Campylopterus). Bonapartes wissenschaftliche Taxon wurde von John Gould in seinen Zeichnungen übernommen und so entstand zusätzlich der englische Trivialname De Lattre's Sabre-Wing. Später stellte sich heraus, dass diese Art bereits 1830 von Ferdinand Deppe beschrieben wurde. Heute wird der Kolibri unter Violettdegenflügel (Campylopterus hemileucurus) taxiert. Im gleichen Werk erschuf er die neue Gattung Delattria unter die er die Arten Ornismya Clemenciæ Lesson, 1829 (Synonym für die Blaukehlnymphe (Lampornis clemenciae)), Ornismya henrica Lesson & Delattre, 1839 (Synonym für die Rotkehlnymphe Lampornis amethystinus Swainson, 1827) und Trochilus Viridi-Pallens, Bourcier & Mulsant, 1846 (Synonym für die Grünkehlnymphe (Lampornis viridipallens)) stellte. Nach den Internationalen Regeln für die Zoologische Nomenklatur hatte somit der Gattungsname von William Swainson Vorrang vor dem von Bonaparte. Bonaparte verwendete 1854 erneut den Namen Delattres für eine Unterart des Buschtinamu namens Crypturellus cinnamomeus delattrii. Das Taxon Basileuterus delattrii (Bonaparte, 1854), das einige Autoren verwenden, ist strittig. Viele Ornithologen betrachten diese Art, als eine Unterart des Rotkappen-Waldsängers (Basileuterus rufifrons delattrii). Deshalb nannte Robert Ridgway ihn in seinem A manual of North American birds auch Delattre's Warbler.
Eine weitere Art mit dem Namen Delattre wurde 1847 vom französischen Ornithologen Frédéric de Lafresnaye unter dem Namen Schwarzachsel-Haubentangare (Tachyphonus delatrii) beschrieben. Im Französischen fand diese auch unter dem Trivialnamen Tangara de Delattre Eingang.

## Mitgliedschaften
Delattre war Mitglied der Société entomologique de France.

## Arten nach Delattre
Einige Arten hat Delattre zusammen mit Lesson bzw. Bourcier benannt. Zu den Arten, die Delattre entdeckt und benannte hat, gehören geordnet nach Jahren:

### Jahr 1839
- Der Smaragdkehlkolibri (Abeillia abeillei) (Lesson, RP & Delattre, 1839)
- Die Rosenkehlelfe (Atthis heloisa) (Lesson, RP & Delattre, 1839)
- Der Rosenkehl-Sternkolibri (Doricha eliza) (Lesson, RP & Delattre, 1839)
- Das Schwarzbauch-Glanzschwänzchen (Metallura phoebe) (Lesson, RP & Delattre, 1839)
- Der Zimtrot-Schattenkolibri (Phaethornis pretrei) (Lesson, RP & Delattre, 1839)

### Jahr 1843
- Die Zimtbauchamazilie (Amazilia rutila) (Delattre, 1843)
- Der Streifenschwanzkolibri (Eupherusa eximia) (Delattre, 1843)
- Der Funkenkehlkolibri (Heliomaster constantii) (Delattre, 1843)
- Die Schwarzschopfelfe (Lophornis helenae) (Delattre, 1843)
- Der Langschnabel-Schattenkolibri (Phaethornis longirostris) (Delattre, 1843)

### Jahr 1846
- Die Langschwanzsylphe (Aglaiocercus kingii mocoa) (Delattre & Bourcier, 1846)
- Die Edwardamazilie (Amazilia edward) (Delattre & Bourcier, 1846)
- Die Stahlgrüne Amazilie (Amazilia saucerrottei) (Delattre & Bourcier, 1846)
- Das Weißspitzen-Glanzschwänzchen (Chalcostigma herrani) (Delattre & Bourcier, 1846)
- Der Fahlflügelkolibri (Coeligena lutetiae) (Delattre & Bourcier, 1846)
- Der Braunkolibri (Coeligena wilsoni) (Delattre & Bourcier, 1846)
- Das Schwarzhöschen (Eriocnemis derbyi) (Delattre & Bourcier, 1846).
- Der Goldbrust-Höschenkolibri (Eriocnemis mosquera) (Delattre & Bourcier, 1846)
- Der Blaukopf-Saphirkolibri (Hylocharis grayi) (Delattre & Bourcier, 1846)
- Der Samtbauchkolibri (Lafresnaya lafresnayi saul) (Delattre & Bourcier, 1846)
- Das Grüne Glanzschwänzchen (Metallura williami) (Delattre & Bourcier, 1846)
- Der Purpurkopfkolibri  (Oreotrochilus chimborazo) (Delattre & Bourcier, 1846)
- Der Schuppenbrustkolibri (Phaeochroa cuvierii) (Delattre & Bourcier, 1846)
- Die Grünkronennymphe (Thalurania fannyi) (Delattre & Bourcier, 1846)

## Werke
- mit René Primevère Lesson: Oiseaux-Mouches nouveaux ou très-rares, découverts par M. De Lattre dans son voyage en Amérique. In: Revue Zoologique par La Société Cuvierienne. Band 2, 1839, S. 13–20 (online [abgerufen am 14. März 2014]).
- Description d’un Oiseau-Mouche nouveau, Ornismya Helenæ. In: Revue Zoologique par La Société Cuvierienne. Band 6, 1843, S. 133 (online [abgerufen am 14. März 2014]).
- Note sur les mœurs du Couroucou Pavonin, et détails sur les contrées qu’il habite. In: Revue Zoologique par La Société Cuvierienne. Band 6, 1843, S. 163–165 (online [abgerufen am 14. März 2014]).
- Nouvelle espèce d’oiseau mouche des plus remarquables, (Ornismya helenæ). In: L’Écho Du Monde Savant (= 2). Band 7, Nr. 42, 1843, S. 991–992 (online [abgerufen am 19. März 2016]).
- Oiseaux-Mouches nouveaux ou peu connus, découverts au Guatimala. In: L’Écho Du Monde Savant (= 2). Band 7, Nr. 45, 1843, S. 1068–1070 (online [abgerufen am 19. März 2016]).
- mit Jules Bourcier: Description de quinze espèces nouvelles de Trochilidées, faisant partie de collections rapportées par M. Ad. De Lattre, dont les précédentes excursions ont déjà enrichi plusieurs branches de l’histoire naturelle, et provenant de l’intérieur de Pérou, des républiques de l’Équateur, de la Nouvelle-Grenade et de l’isthme de Panama. In: Revue Zoologique par La Société Cuvierienne. Band 9, 1846, S. 305–312 (online [abgerufen am 14. März 2014]).
- Ornithologie d’Europe. Band 1. Douai 1844 (online [abgerufen am 14. März 2014]).
- Ornithologie d’Europe. Band 2. Douai 1844 (online [abgerufen am 14. März 2014]).
- Album d’ornithologie européenne. Douai 1844 (online [abgerufen am 14. März 2014]).
- Costumes de Nice: dessinés d’après nature. Lemercier, Paris 1850.